# Cadence de soliste
Ne doit pas être confondu avec Cadence harmonique ou Cadence (scansion).
Pour les articles homonymes, voir Cadence.
Une cadence (en italien : cadenza et du latin : cadere « tomber ») est, dans le domaine du chant, de l'opéra, et surtout du concerto avec soliste, un intermède virtuose et improvisé de caractère rhapsodique, souvent basé sur des thèmes joués plus tôt dans l'œuvre. Temps pendant lequel s'interrompt l'accompagnement des instruments de l'orchestre, et où le compositeur abandonne la création à la libre fantaisie de son interprète.

## Histoire
La première mention de la cadence, dans le sens d'improvisation libre, figure dans une publication du vénitien de Giovanni Bassano, Ricercate, passagi et cadentie per potersi essercitar nel diminuit terminatamente, con ogni sorte d'instrumento et arco diversi passagi per la simplice voce (1598). Voir aussi le « Cadentien und Passaggien » dans le Syntagma musicum (iii, 1618) de Praetorius. Le terme n'est donc pas dérivé du sens français d'agrément, qui lui, n'apparaît qu'au XVIIIe siècle, ce que Johann Joachim Quantz précise bien dans son traité Versuch einer Anweisung die Flöte traversiere zu spielen (1752) : « les cadences ad libitum ne sont pas de simples ornements mais des improvisations qui ne se soumettent pas à la mesure régulière du mouvement qu'elle terminent ». Le but, toujours selon Quantz, étant d'émerveiller l'auditeur et de mener l'émotion à son comble.

Le sens de cadence en France reste longtemps ambigu en raison du double sens du mot. Sébastien de Brossard, dans son Dictionnaire de musique (1703) écrit : 

« Cadence, en latin : clausula, signifie clore une mélodie et son harmonie d'une manière propre. C'est ce qu'il faudrait appeler cadence, et non pas ce que nous faisons, nous Français, qui appelons une cadence trille. »

Quantz constate à Paris que dans les pièces de style français, contrairement à celles de style italien, « on ne peut presque rien ajouter à ce que le compositeur a écrit ». Sauf évidemment pour les pièces à la manière italienne.

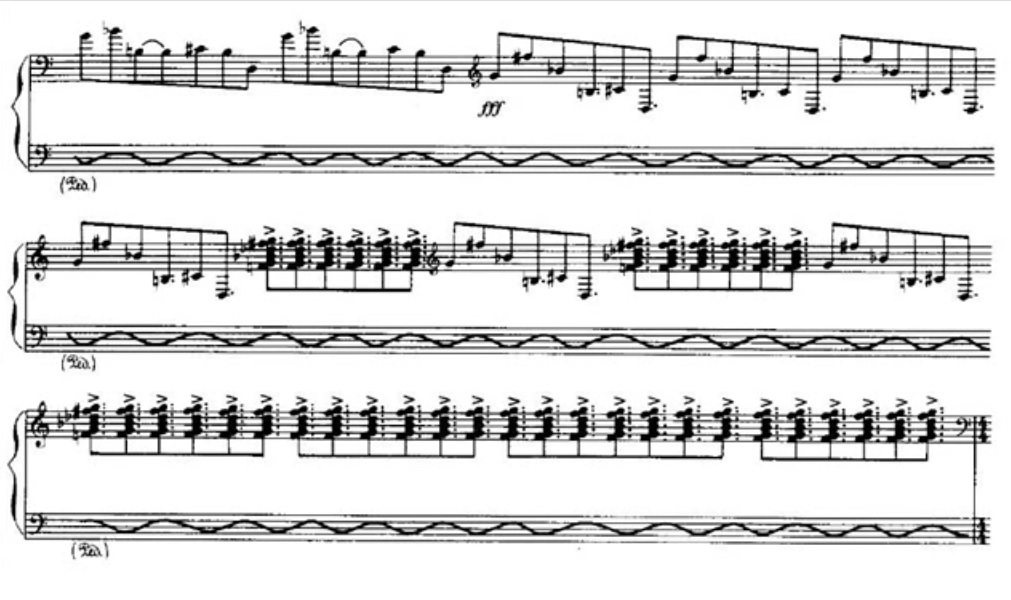
Concerto pour piano et orchestre à cordes, d'Alfred Schnittke : cadence du soliste.

Dans la formation des musiciens de la période baroque, une large place était donnée à l'improvisation. Dès le début du XVIIe siècle on trouve des cadences non écrites dans les premières sonates en duo, en trio. À ses origines, en ce qui concerne le chant (ou les instruments à vent), la longueur d'une cadence ne devait pas dépasser ce qui peut être chanté ou joué en un seul souffle. Le soliste y imaginait selon son goût, la manière la plus esthétique de terminer une phrase musicale (cadence ornée ou cadence fiorita). Les instrumentistes baroques ont ensuite développé la cadence, passant de quelques notes ornementales, à plusieurs mesures (parfois plusieurs dizaines de mesures), finissant par consigner certaines d'entre elles par écrit, jusqu'à en faire disparaître le caractère d'improvisation (cf. les cadences des concertos de Bach et Haydn).

## Cadence vocale
Dans le domaine de l'opéra, lorsque le chant virtuose est populaire et dès dans la deuxième moitié du XVIIIe siècle, les compositeurs prennent l'habitude d'écrire entièrement les cadences des arias. Ceci, afin de limiter les abus commis par les solistes, notamment les castrats, trop soucieux de prouesses pour faire briller leur dextérité technique, que de respecter le style, l'équilibre de l'œuvre et la juste mesure. Cependant, la liberté accordée au soliste perdure, malgré le déclin des facultés d'improvisation des « interprètes aux talents de composition douteux ». Cette précaution est pratiquée déjà depuis Caccini, 1589, et d'autres compositeurs, peu sûrs du bon goût et du talent d'improvisation des interprètes. Monteverdi écrit à la fois une version non embellie et une version embellie de « Possente spirto », la célèbre preghiera de l'acte 3 de L'Orfeo.
Certaines cadences vocale d'opéras subsistent, sous forme de pages manuscrites, insérées dans la partition. Par exemples les cadences chantés par Farinelli dans « Quell'usignolo » du Merope de Giacomelli (Venise, 1734) ou celle ajoutée à l'opéra Poro de Haendel (1731), pour l'air d'Alessandro « Vil trofeo d'un alma imbelle ».

## Cadence instrumentale

### Baroque
Torelli utilise par trois fois le terme de perfidia pour décrire des passages dans lesquels deux violons s'engagent dans des figurations brillantes au-dessus d'une pédale soutenue à la basse. D'autres partitions de Corelli (Sonate op. 5 no 3) et Vivaldi (Concerto en do majeur « fatto per la solennità della S. Lingua di San Antonio in Padova 1712 », RV 212), présentent la même caractéristique,. Locatelli utilise le terme de Capriccio pour désigner des passages virtuoses pour violon seul, qui concluent les mouvements extérieurs de ses 12 concertos op. 3. Chez lui, la cadence désigne l'embellissement improvisé finale, au sein du capriccio. Des passages similaires se retrouvent dans la transcription pour orgue BWV 594 de Bach, empruntée à un manuscrit du Concerto de l'op. 7 no 5, RV 208 « Grosso Mogul » de Vivaldi, où, dans les mouvements extrêmes, figure des cadences non présentes dans la version imprimée. Le passage du dernier mouvement est clairement de type capriccio. La « cadence » la plus célèbre chez Bach, se trouve dans le premier mouvement du cinquième Concerto brandebourgeois. Elle est considérée comme faisant partie de cette tradition du capriccio, plutôt que comme un antécédent de la cadence classique.
Certains instrumentistes de la période abusent de leur liberté, tel Haendel exaspéré à l'adresse de son premier violon à la fin de sa longue cadence, disant à haute et intelligible voix : « Welcome to home, Mr. Dubourg »,.

### Classique

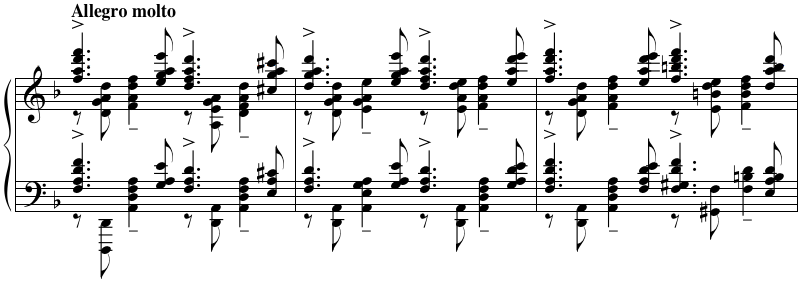
Fragment de la cadence originale (ossia) du Concerto pour piano no 3 de Rachmaninoff.

Mozart a été l'un des premiers à écrire lui-même ses cadences, qui feront désormais partie intégrante de ses concertos. Les compositeurs des XIXe et XXe siècles notent les cadences, dès Beethoven qui, gêné par sa surdité, écrit entièrement et publie ses cadences. Mais depuis le cinquième concerto pour piano, où Beethoven écrit : Non si fa una cadanza, ma attacca subito il seguente (« … attaquez immédiatement le suivant »), il faut noter une tendance à l'abolition de la cadence traditionnelle, ce que suivent Chopin et Brahms pour leurs concertos. Felix Mendelssohn pour sa part, dans son Concerto pour violon (1838–1844), déplace ingénieusement la cadence —  habituellement située à la fin de la réexposition — pour la présenter à la fin du développement.
De nombreux concertistes, aujourd’hui encore, interprètent certains concertos romantiques en y intégrant leur propre cadence, à l'instar d'une des plus célèbres, celle de Fritz Kreisler destinée au concerto pour violon de Beethoven.

## Notation et harmonie

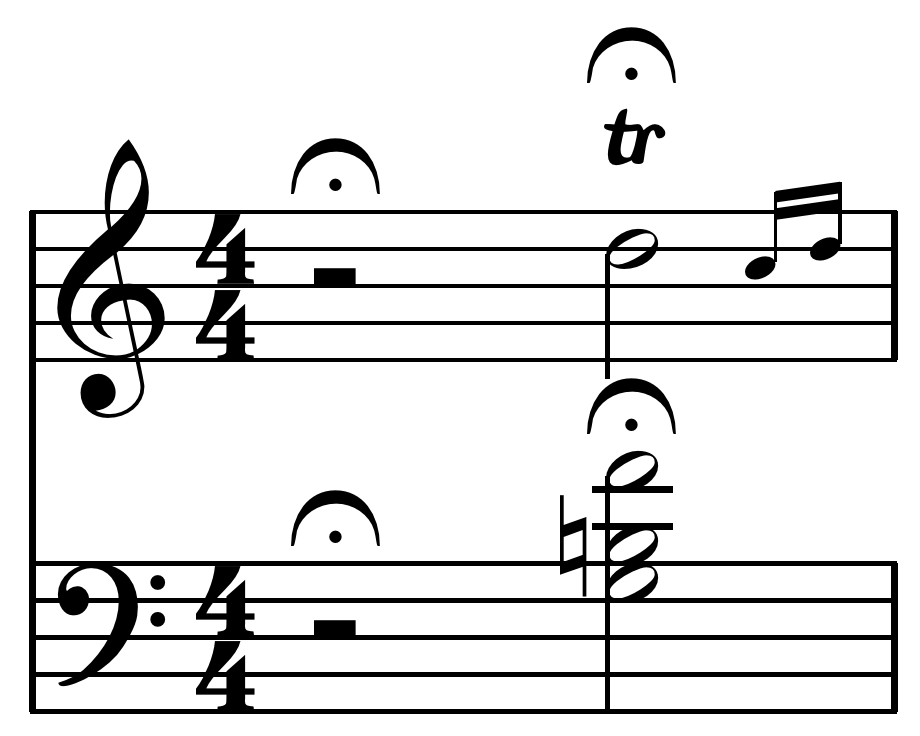
La partition présente un silence, surmonté d'un premier point d'orgue. Le second point d'orgue, sur l'accord et le trille, indique la fin de la cadence, point de rendez-vous, avant la reprise de l'orchestre.Entre ces deux points d'orgue notés sur la partition, la liberté d'improviser est laissé au soliste. (Cadence du Concerto pour piano no 3 de Beethoven.)

Une cadence de concerto de la période classique, est généralement située au premier mouvement, vers la fin du mouvement, parfois à la fin du dernier, rarement au second. L'usage classique consiste à la placer juste après une cadence ouverte d'un accord de quarte et sixte. L'improvisation utilise le plus souvent un des thèmes du morceau et se termine par un trille prolongé (comme une sorte de signal), écrit par le compositeur et un accord de dominante, qui précède la reprise orchestrale — le tutti — sur un accord de tonique. On trouve parfois, notamment chez Mozart, à la place de l'accord de quarte et sixte, l'accord de sixte augmentée, plus appellatif et plus dissonant que le précédent.
En musique baroque et jusqu'à la fin du XIXe siècle, notamment dans une aria, la cadence est une courte phrase qui précède la cadence harmonique. Dans ce cas, elle reste non écrite, comme dans l'opéra italien. En musique classique, en revanche et dans les concertos, la place de la cadence est mentionnée et ménage cette interruption par un point d'orgue indiqué au-dessus du dernier accord écrit du soliste — et sur toutes les parties de l'orchestre. Plus loin, la reprise à la tonique est le point de rendez-vous des interprètes.

## Répertoire écrit
Les plus grands interprètes du passé ont écrit leur cadence et certaines sont reprises par les interprètes actuels en concert ou au disque ; voire imposée lors des concours de recrutement de musiciens. Certains compositeurs modernes ont donné leur version d'une cadence de concertos classiques, par exemple Benjamin Britten pour le 22e concerto pour piano de Mozart, souvent joué et enregistré par Sviatoslav Richter (pour EMI et BBC Classics). Certaines contributions n'évitent pas la disparité de style, telle celui de Clara Schumann pour Beethoven, trop schumannien.
- Carl Baermann, cadence pour le second mouvement du Concerto pour clarinette de Mozart.
- Ludwig van Beethoven, cadences (mouvements un et trois) pour le Concerto no 20 de Mozart.
- Joseph Joachim, cadence pour le Concerto pour violon de Brahms et une autre « page magistrale », pour le Concerto de Beethoven[5].
- Benjamin Britten, cadence destinée à Mstislav Rostropovitch pour le premier Concerto pour violoncelle de Haydn.
- Wilhelm Kempff, cadences pour le premier Concerto pour piano no 1 de Beethoven.
- Clara Schumann, Cadence pour le Concerto pour piano no 3 de Beethoven.
- Karlheinz Stockhausen, cadences pour des concertos pour vent de Mozart : (flûte et clarinette), à l'intention de Kathinka Pasveer (en) et Suzanne Stephens (en), respectivement, et pour les concertos pour trompette de Leopold Mozart et Joseph Haydn, destinées à son fils Markus, trompettiste.
- Richard Strauss, écrit en 1919, une cadence vocale à l'intention de la soprano Elisabeth Schumann, pour le motet de Mozart, Exsultate, jubilate ; chanté plus tard par Kathleen Battle au disque[10].
- Friedrich Wührer, a composé et publié plusieurs cadences pour les concertos pour piano de Mozart : no 21 (K. 467), no 24 (K. 491) et no 26 (K. 537)[11].Cadence ad libitum de la Rhapsodie hongroise de Franz Liszt.

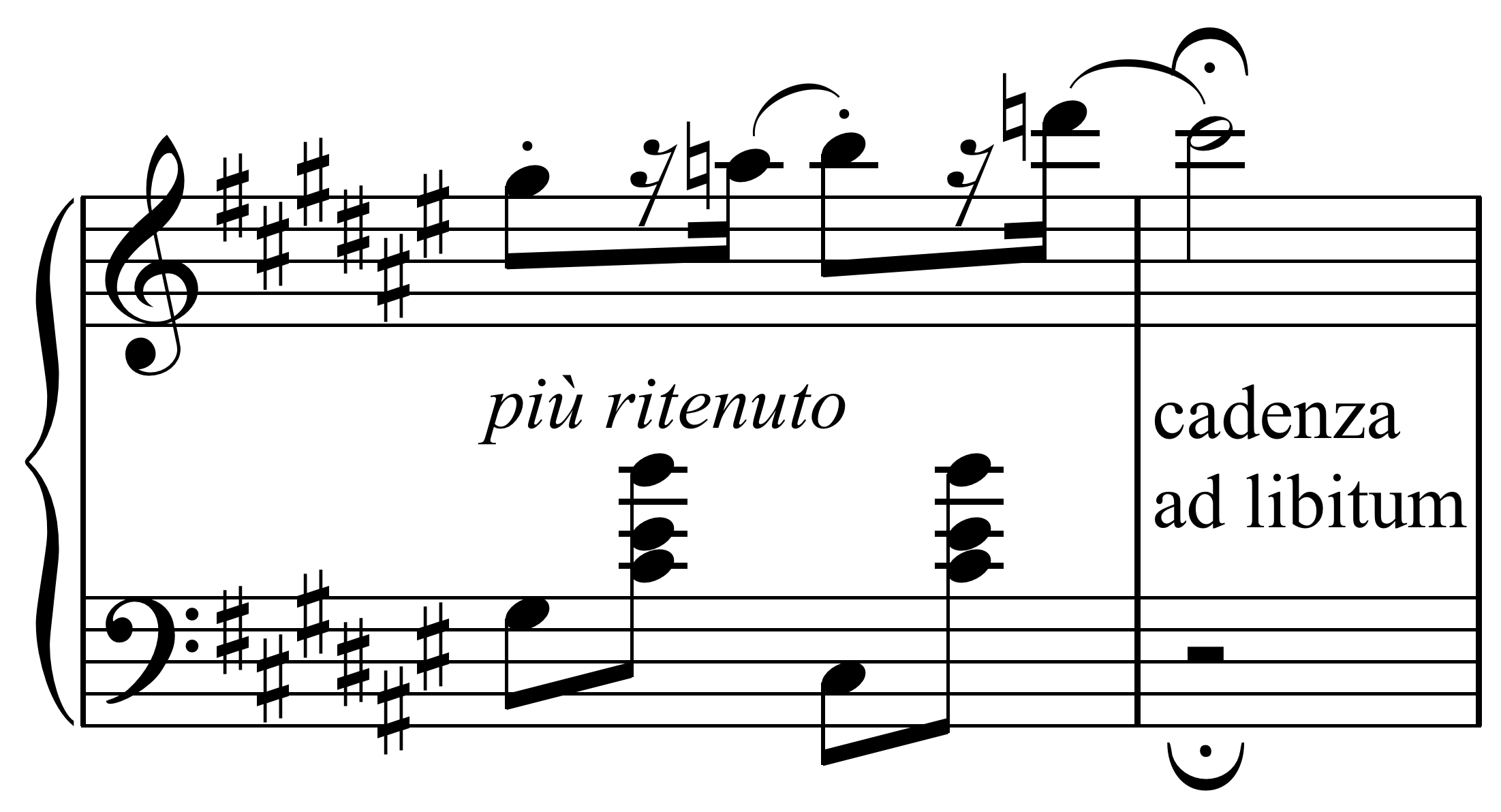
Cadence ad libitum de la Rhapsodie hongroise de Franz Liszt.

- Rachmaninoff, laisse une cadence pour la seconde Rhapsodie hongroise de Liszt qu'il a enregistré en 1919[12]
- Alfred Schnittke, écrit deux cadences pour le Concerto pour violon de Beethoven qui insère des citations musicales des concertos de Berg, Brahms, Bartók (Concertos no 1 et no 2), Chostakovitch (Concerto no 1), ainsi que la 7e de Beethoven[13]. En 1975, Schnittke a aussi composé une cadence pour le premier mouvement du Concerto n° 24 de Mozart.
- Fritz Kreisler, a publié une cadence pour le Concerto de Beethoven[14].
- John Williams compose un ensemble d'environ six minutes comprenant cadence et variations plus élaborées pour le film Fiddler on the Roof, joué par Isaac Stern[15]
- Alma Deutscher a composé, à huit ans, une cadence pour le concerto pour piano no 8 de Mozart[16].
- David Popper a composé une série de cadence pour cinq concertos pour son instrument : Haydn, Concerto no 2, en ré majeur, Saint-Saëns, Concerto no 1, Concerto de Schumann, Concertos de Robert Volkmann et Bernhard Molique.
- Émile Sauret a écrit une cadence pour le premier Concerto de Paganini.